# 南極號
南極號（瑞典語：Antarctic）是於1871年在挪威德拉門下水的瑞典蒸汽船。在1898年至1903年間，此船多次參與北極與南極的研究遠征。1895年，人類搭乘這艘船首次踏上南極大陸陸地。

## 船隻簡介
南極號是一艘裝有蒸汽機的三桅帆船，於1871年的挪威德拉門建造，當時名為開諾號。
最初，南極號是作為一艘在斯瓦巴、揚馬延島和格陵蘭獵捕海豹的漁船使用，由古利克·詹森率領，探險家卡斯滕·博克格雷溫克也在船上。
1890年代初期，挪威船主斯文·弗因想拓展其事業版圖至南極海域而需要貨船。弗因便買下開諾號並改裝，後改名為南極號。自1893年，南極號作為南冰洋捕鯨船使用。1897年，此船再被阿爾弗雷德·加布里埃爾·奈索斯特買去，為了因應隔年的斯瓦巴遠征而進行修葺。1899年，奈索斯特再將船賣給了喬治·卡爾·安德魯，安德魯搭乘它前往格陵蘭東部。1900年，奈索斯特將船賣給領導瑞典南極遠征的奧托·努登舍爾德。

## 遠征時期

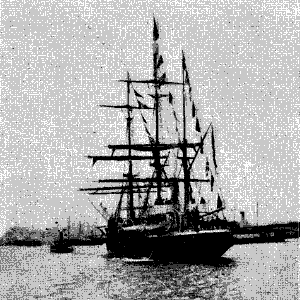
1901年，南極號離開哥特堡

1893年9月20日，由弗因出資、亨里克·約翰·布爾領導、倫納德·克里斯滕森為南極號船長從滕斯貝格出發，前往南極進行捕鯨遠征。船上裝載了11具魚叉砲、各式武器、8艘小艇和31名人員。夏季船隻待在凱爾蓋朗群島附近，冬季則在墨爾本紮營。1894年9月28日，船隻前往羅斯海。
1895年1月24日，布爾、卡斯滕·博克格雷溫克、克里斯滕森、亞歷山大·馮·通澤曼與其他2名船員搭乘小艇登上維多利亞地北端的阿黛爾角。雖然不請楚誰先踏上陸地，但這六個人的確是首群踏上南極大陸的隊伍。
1898年，南極號船長埃米爾·尼爾森前往熊島、斯瓦巴和卡爾王地群島，執行奈索斯特的極地遠征任務。參與其中的科學家包括：阿克塞爾·漢堡、奧托·謝斯特恩、古斯塔夫·古薩夫和亨里克·海瑟曼。
1899年，南極號在奈索斯特的指揮下前往格陵蘭北部，搜救1897年S. A.安德魯北極氣球探險的倖存者和測繪當地地圖。同一年，南極號執行安德魯格陵蘭東部遠征。
1901年，南極號借給努登舍爾德，由杰拉德·德·吉爾率領前往斯瓦巴，進行第二次的瑞典-俄羅斯子午線遠征。
1901年10月16日，新任南極號船長卡爾·安東·拉森離開哥特堡進行努登舍爾德的瑞典南極遠征。這趟遠征將會成為此船最後一次旅程。

## 沉沒

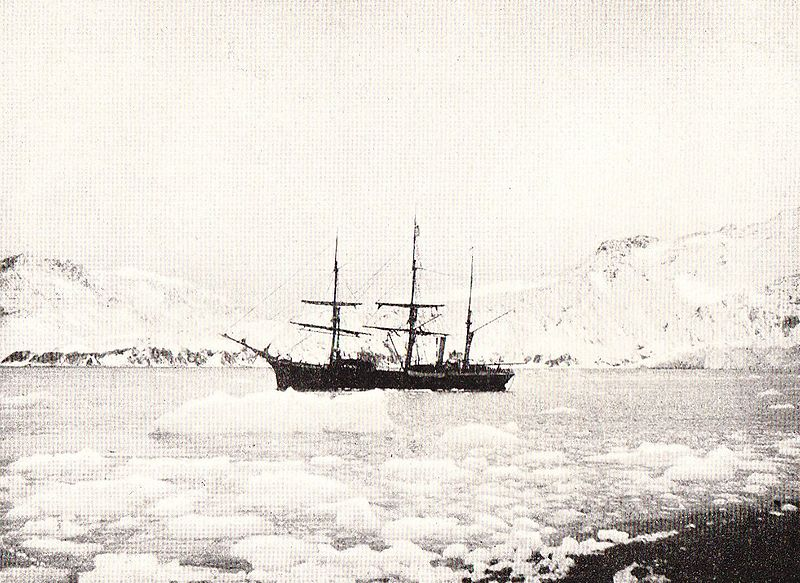
南極號受困於厚重浮冰中

在探索過南設得蘭群島後，南極號行經南極海峽前往南極半島繼續其旅程。1902年1月15日，發現希望灣。2月，努登舍爾德選擇斯諾希爾島作為過冬的營地。在營地準備妥當後，南極號前往福克蘭群島。11月5日，船隻經由烏斯懷亞回到營地補充飲食物品。12月29日，南極號受困於希望灣厚重浮冰中，一些船員被救上岸。
南極號隨後成功掙脫並航向保萊特島。1903年1月3日，此船在航向保萊特島途中又被浮冰所困。2月3日，南極號成功掙脫但受損嚴重，有船身進水的現象。此時，拉森船長嘗試將南極號航行至保萊特島，但最終於1903年2月12日在離島40 km（25 mi）處沉沒。
11月，所有船員被阿根廷護衛艦烏拉圭號救起，全員平安。

## 紀念
當奈索斯特聽聞南極號沉沒的消息，他評論到：「對我而言，與其讓南極號閒置在港口內慢慢地腐朽鏽蝕，還不如讓它在海上作為一艘盡責的研究船來的好」。
1944年，安特生出版了一本紀念書籍《南極號：她自豪而亡》，懷念南極號的貢獻。

## 外部連結
- （瑞典文）南極號簡述 （页面存档备份，存于）
- 奧托·努登舍爾德的介紹（页面存档备份，存于）

63°50′S 57°00′W / 63.833°S 57.000°W